# Liste der meistverkauften Singles in den USA (1954)
Die Liste der meistverkauften Singles in den USA 1954 wurde von Billboard nach den Best-Sellers-in-Stores-Charts (Verkaufscharts) ermittelt.
Die Daten wurden aus anderen Quellen ergänzt mit Informationen zu Komponisten/Textern, Titel der B-Seite und US-Katalognummer.
| Rang | Interpret               | Titel & Komponisten | Label & Katalognummer |
| ---- | ----------------------- | --- | --------------------- |
| 1    | Kitty Kallen            | "Little Things Mean A Lot" (Edith Liederman & Carl Stutz) – B-Seite: "I Don’t Think You Love Me Anymore"                  | Decca 29037           |
| 2    | Perry Como              | "Wanted" (Jack Fulton & Lois Steele) – B-Seite: "Look Out The Window"                                                     | Victor 20-5647        |
| 3    | Rosemary Clooney        | "Hey, There" (Richard Adler & Jerry Ross) – B-Seite: "This Ole House"                                                     | Columbia 40266        |
| 4    | The Crew-Cuts           | "Sh-Boom" (James Keys, Claude Fessler, Floyd McRae & James Edwards) – B-Seite: "I Spoke Too Soon"                         | Mercury 70404         |
| 5    | Jo Stafford             | "Make Love To Me" (Bill Norvas, Allan Coperland, Paul Mares u. a.) – B-Seite: "Adi-Adios Amigo"                           | Columbia 40143        |
| 6    | Eddie Fisher            | "Oh My Papa" (John Turner, Geoffrey Parson & Paul Burkhard) – B-Seite: "Until You Said Goodbye"                           | Victor 20-5552        |
| 7    | The Four Knights        | "I Get So Lonely" (Pat Ballard) – B-Seite: "I Couldn’t StayAway From You"                                                 | Capitol 2654          |
| 8    | The Four Aces           | "Three Coins In The Fountain" (June Styn & Sammy Cahn) – B-Seite: "Wedding Bells (Are Breaking Up That Old Gang Of Mine)" | Decca                 |
| 9    | Doris Day               | "Secret Love" (Sammy Faith & Paul Francis Webster) – B-Seite: "Deadwood Stage"                                            | Columbia 40108        |
| 10   | Archie Bleyer Orchester | "Hernando’s Hideaway" (Richard Adler & Jerry Ross) – B-Seite: "S’il Vous Plait"                                           | Cadence 1241          |
| 11   | Frank Sinatra           | "Young At Heart" (Johnny Richards & Carolyn Leigh) – B-Seite: "Take A Chance"                                             | Capitol 2703          |
| 12   | Rosemary Clooney        | "This Ole House" (Stuart Hamblen) – B-Seite: "Hey, There"                                                                 | Columbia 40266        |
| 13   | Eddie Fisher            | "I Need You Now" (Jimmy Crane & Al Jacobs) – B-Seite: "Heaven Was Never Like This"                                        | Victor 5330           |
| 14   | Patti Page              | "Cross Over The Bridge" (Benny Benjamin & George Weiss) – B-Seite: "My Restless Lover"                                    | Mercury 70302         |
| 15   | The Gaylords            | "Little Shoemaker" (Rudy Revil, Geoffrey Parsons & John Turner) – B-Seite: "Mecque, Mecque"                               | Mercury 70403         |
| 16   | Dean Martin             | "That’s Amore" (Jack Brooks & Harry Warren) – B-Seite: "You’re The Right One"                                             | Capitol 2589          |
| 17   | Frank Weir              | "Happy Wanderer" (Antonia Ridge & Friedrich Moller) – B-Seite: "From Your Lips"                                           | London 1448           |
| 18   | Nat King Cole           | "Answer Me, My Love" (Carl Sigman & Gerhard Winkler) – B-Seite: "Why"                                                     | Capitol 2687          |
| 19   | Tony Bennett            | "Stranger In Paradise" (Robert Wright & George Forrest) – B-Seite: "Why Does It Have To Be Me?"                           | Columbia 40121        |
| 20   | Doris Day               | "If I Give My Heart To You" (Jimmy Crane, Jimmy Baxter & Al Jacobs) – B-Seite: "Anyone Can Fall In Love"                  | Columbia 40300        |